# Monestir de Sant Joan de les Abadesses
El Monestir de Sant Joan, anomenat antigament Sant Joan de Ripoll és un antic monestir al nucli de Sant Joan de les Abadesses (el Ripollès). Fundat el 887, fins a l'any 945 va ser l'únic monestir femení de Catalunya. És un monument declarat bé cultural d'interès nacional.

## Història
El monestir de Sant Joan de Ter fou una fundació personal del comte Guifré el Pilós que el 885 creà un nou cenobi prop del Monestir de Santa Maria de Ripoll, per a una comunitat de monges benedictines. La primera abadessa fou Emma, filla dels Comtes de Barcelona, Guifré el Pilós i Guinedilda, els quals van donar com a dot pel monestir, el castell i termes de Montgrony, el terme d'Estamariu, unes terres a Vallfogona, unes vinyes al Conflent, unes propietats a Cabanes i uns servents.
Emma repobla el territori de manera que els habitants dels territoris sobre els que el monestir exerceix la seva protecció pagant només un cens anual de dos sacs de blat al bisbe. En 913, 500 habitants signen per seguir sota la seva protecció. La seva activitat fundadora arribà fins al Vallés. Tot plegat estimula l'ambició dels seus propis familiars. En 1017, Bernat Tallaferro, Comte de Besalú, per aconseguir una demarcació episcopal pel seu comtat, amb la complaença d'Oliba, abat de Ripoll, es fa amb una butlla papal de Benet VIII amb la que la comunitat fou dissolta, amb acusacions falses, ja que les germanes van ser acollides sense problemes en altres monestirs. L'última abadessa va ser Ingilberga, d'il·lustre memòria, segons el seu epitafi. Bernat I aconsegueix el seu objectiu i, amb una altra butlla emesa simultàniament, es crea el bisbat de Besalú sent un fill de Tallaferro, Guifré de Besalú, el primer i únic bisbe.
Hi fou instaurada una comunitat de canonges aquisgranesos, fins que el 1083 el monestir fou pres amb violència, amb el beneplàcit del comte Bernat II de Besalú, per l'abadia benedictina de Sant Víctor de Marsella, que hi tornà a instal·lar una comunitat de monges (1098).
És en aquest temps de violència quan el poble comença a parlar del monestir de Sant Joan com "de les abadesses", nom que ha perdurat fins als nostres dies.
Els canonges, sota la protecció del bisbe de Vic i de la regla augustiniana reeixiren a instal·lar-s'hi definitivament el 1114 i hi restaren fins al 1484. D'aquesta data fins al 1581, el monestir fou regit per bisbes i cardenals forasters i el 1592, el Papa Climent VIII, en suprimir les canòniques regulars agustines de Catalunya i Rosselló, erigí en col·legiata secular, suprimida pel Concordat de 1856. L'església romànica, que perdura en part refeta després del terratrèmol de 1428, fou renovada a partir de 1130 i consagrada el 1150.

## Arquitectura

Santíssim Misteri (davallament)

L'església del Monestir de Sant Joan, concebuda com un edifici de tres naus, amb transsepte, i una àmplia capçalera amb absis, girola i capelles radials, segueix una estructura usual a França i especialment de les anomenades esglésies de peregrinació. El pla, però, no es dugué a terme i l'església té únicament una nau molt curta, de manera que a la pràctica esdevé un edifici de creu grega. Els absis són decorats interna i externament per arcuacions i columnetes formant una estructura de dos pisos. El terratrèmol de 1428 afectà la capçalera, que ja no fou reconstruïda a la manera original. Actualment, tres capelles radials s'obren al gran absis central, mentre que un petit absis s'obre a cada braç del creuer.

Un senzill claustre d'estil gòtic, iniciat el 1442 pels artistes Joan de Bar i Joan de Girard, i algunes arcades de l'anterior claustre romànic completen el conjunt. Entre l'església i el claustre trobem la capella dels Dolors (o del Santíssim), d'època barroca, amb cúpula i elements decoratius del tallista Josep Moretó, l'obra del qual (1710) fou continuada pel seu germà Jacint (1714). Estatja una notable talla de la Pietat, obra de Josep Viladomat i Massanas.
Destaca sobre tot el conjunt escultòric que presideix l'absis major, anomenat el Davallament, tallat el 1250 i considerat com una de les mostres més destacades del romànic català. Aquest conjunt escultòric es coneix també amb el nom de Santíssim Misteri, ja que el 1426 es van trobar unes restes incorruptes a l'interior d'un reliquiari amagat en el cap de Crist. També cal assenyalar la tomba de Miró de Tagamanent, mort a Sant Joan el 12 de setembre de 1161 i al que es va venerar com beat en el monestir. Aquest sepulcre gòtic, del 1345, es restaurà el 1950. És obra d'un taller d'escultors especialitzat en la talla de l'alabastre que va tenir la seva base a Sant Joan de les Abadesses al segle xiv. Al mateix taller s'atribueixen altres obres conservades a l'església del monestir com el retaule de Santa Maria la Blanca, presidit per la imatge de la Mare de Déu (1343) i el reconstruït retaule de Sant Agustí.
La façana de la capella dels Dolors que dona al passeig del Comte Guifré, és arrebossada amb esgrafiats. Aquests conformen diferents sanefes, una més ampla que està situada sota el teulat, alternant amb les finestres rodones; a sota una d'estreta i després alternant amb les finestres grosses els dibuixos dels esgrafiats ocupen molta superfície i sota de cada finestra hi ha un motiu d'estil diferent a tota la resta. A sota es torna a repetir la sanefa més estreta i després a tota la resta de la paret fins aproximadament un metre de terra hi ha un esgrafiat uniforme. Aquestes esgrafiats presentaven un mal estat de conservació i van ser restaurants el 2014.
Finalment, també es conserva l'antic Palau de l'Abadia, del segle xv. Ja al segle xx, la important restauració de l'església, iniciada per Puig i Cadafalch i completada el 1948-63 per R. Duran i Reynals, sota els auspicis de Jaume Espona, ha retornat a l'edifici el caràcter primitiu que tenia després de la restauració del 1428. Entre els anys 1992 i 2000 s'han restaurat la totalitat de les cobertes i s'ha consolidat l'estructura del claustre. La capella dels Dolors, construcció barroca del segle xviii, va ser totalment refeta els anys cinquanta sota la direcció de l'arquitecte Raimon Duran i Reynals, gràcies al mecenatge de Jaume Espona i Brunet. Fou inaugurada l'últim diumenge d'agost de 1955. Els esgrafiats són l'únic element de la capella que ha sofert una greu degradació i no s'ha vist cap preocupació per minorar-la o solucionar-la.
La col·lecció del museu situat al mateix edifici, a l'antiga rectoria, consta d'escultures, pintures, teixits i orfebreria que il·lustren la història del monestir i la vila.
El rellotge n'és un element destacat. Per bé que no se'n coneix amb exactitud la data en què es posà en funcionament aquest aparell, es creu que va ser construït al segle xvi, o a les darreries del s. XV, ja que en el Necrologi de Sant Joan, hi ha la següent notícia: "Iste Iohannes de Peralta fecit fieri orlogium quod est supra tectum ecclesie, in parte...". Sabem, doncs, el nom de l'abat que el feu fabricar Joan de Peralta, el qual també fou bisbe de Vic. És destacable el fet que aquest artefacte estigui encara en ple ús. Hom hi dona corda diàriament, i toca amb admirable precisió les hores. A part d'una petita soldadura que calgué fer en una de les peces, la resta és original.

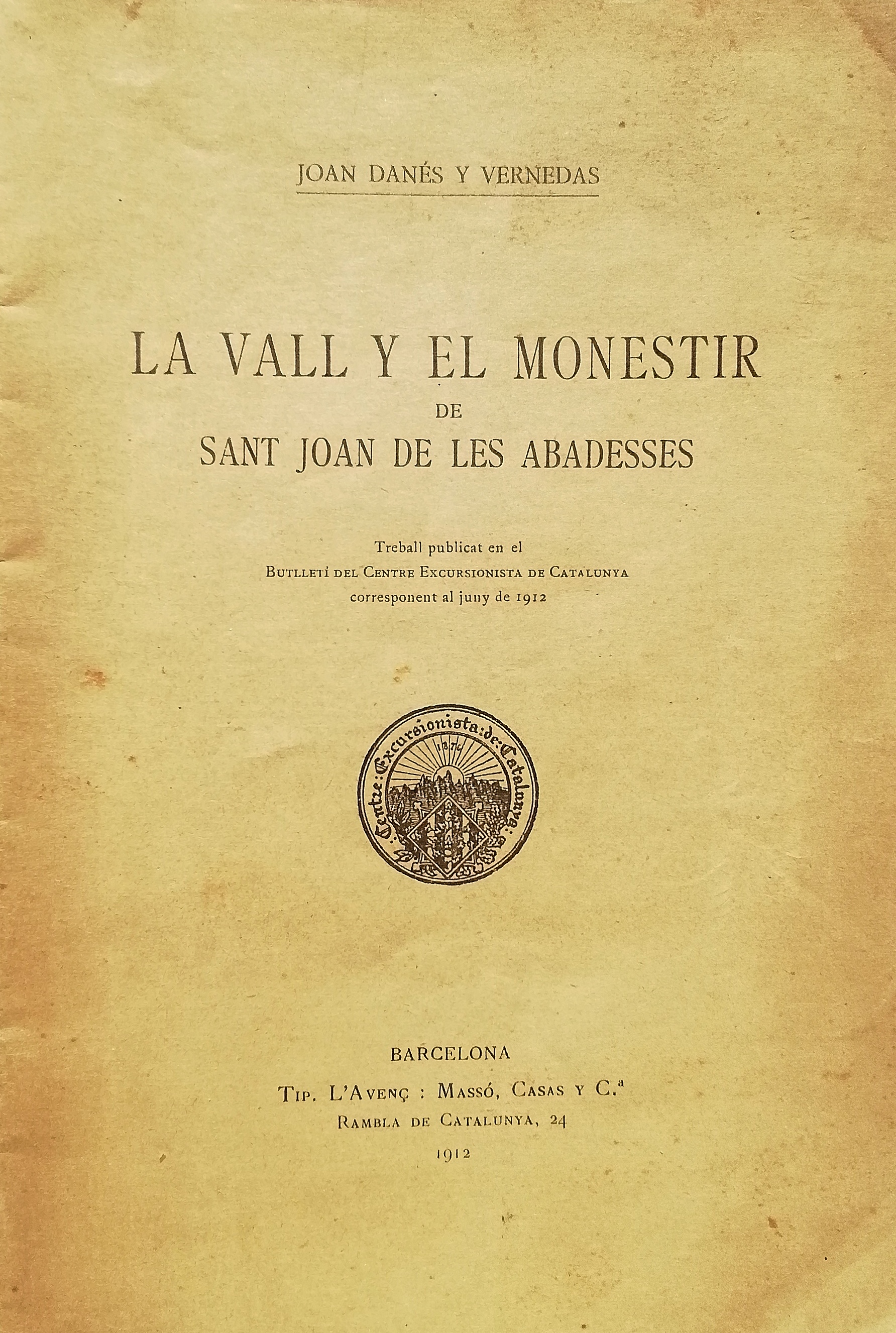
La vall i el monestir de Sant Joan de les Abadesses, treball i estudi del monestir, realitzat per Joan Danés i Vernedas publicat l'any 1912

El rellotge és mecànic i està muntat sobre una estructura en forma de cub de ferro. El seu mecanisme està format exclusivament per peces de ferro, bàsicament rodes dentades de diverses mides. Dues llargues cordes sostenen els pesos (també de ferro) que ajuden al seu funcionament. A la part superior i en un angle, s'hi pot veure un seient semblant al de les bicicletes, lloc on s'asseu l'encarregat de donar-li corda (operació que cal fer diàriament), i que es fa tot pedalant.
Existeix una matraca de fusta que consta d'un total de nou martells repartits entre tres espais. El seu funcionament es fa mitjançant una corda la qual a través d'una corriola articula la roda on es troben els martells de fusta, que al desnivellar-se piquen al damunt de les taules de fusta també tot provocant el soroll. La seva ubicació sota la teulada del campanar a l'aire lliure i el seu desús han provocat un avançat deteriorament. Concretament manca un dels martells.
La matraca és un element singular. Encara que aquest tipus d'artefactes tinguin el seu origen a l'acabament de l'Edat Mitjana, el que podem veure avui dia al campanar del monestir, data del període posterior a la Guerra Civil, ja que l'original va ser destruït. Actualment s'utilitza el Divendres Sant i el Dissabte Sant, tot seguint la vella tradició, de tal manera que la matraca forma part del folklore.
La làpida sepulcral, sembla que fou feta quan l'abat Berenguer Arnau va morir, l'any 1137. L'abat, era de la família dels senyores d'Ogassa, i ensems ardiaca de l'església de Girona. Sostingué amb coratge el restabliment de la canònica en la recuperació del monestir amb l'aprovació pontifícia i amb la protecció del comte de Barcelona. Recuperà el patrimoni de la casa i impulsà a una comunitat florent. Després de renunciar a la dignitat abacial el 1131, visqué com a simple canonge fins a la seva mort, ocorreguda el 21 d'octubre del 1137.
La làpida sepulcral de l'abat Berenguer Arnau, està esculpida i posada a la paret frontal del pòrtic de Sant Mateu, antic claustre que fou destruït l'any 1620. Està emmarcada per dues llindes de pedra i una tercera amb uns ornaments al voltant, que envolten l'escenificació del mort jacent. En aquest cas representa l'abat Berenguer Arnau damunt d'un llit i voltat per dotze persones que podrien significar els dotze apòstols.

## Abaciologi
Segons la Guia del Monestir de Sant Joan de les Abadesses (2012):
Abadesses benedictines
- 898-942: Emma de Barcelona, filla de Guifré el Pilós.
- 942-949: Nom desconegut
- 949-955: Adelaida de Barcelona, filla del comte de Barcelona Sunyer I i vídua del comte d'Urgell Sunifred II
- 955-962: Ranló, filla de Delà, comte d'Empúries
- 962-996: Fredeburga, filla de Miró II de Cerdanya i germana dels comtes de Cerdanya Sunifred, Miró i Oliba.
- 996-1017: Ingilberga, filla bastarda del comte de Cerdanya i de Besalú Oliba Cabreta i germana de Gombau de Besora.[11]

Abats canonicals
- 1017-1054 Guifré, bisbe de Besalú
- 1055-1077 Andreu
- 1083-1098 Berenguer de Lluçà
- 1098-1111 Gaufred d'Atzerat
- 1111-1131 Berenguer Arnau
- 1131-1139 Pere Guillem
- 1140-1193 Ponç de Monells
- 1193-1197 Pere Guillem II
- 1198-1203 Ramon de Blanes
- 1203-1217 Pere de Soler
- 1217-1225 Arnau de Corsavell
- 1226-1229 Arnau de Manlleu
- 1230-1250 Ramon de la Bisbal
- 1248-1250 Guillem III
- 1250-1252 Ramon de Vallmanya I
- 1252-1259 Berenguer Arnau de Sant Esteve
- 1260-1273 Dalmau de Minyana
- 1273-1293 Berenguer de Blanes
- 1293-1314 Guillem de Sant Joan de Pla de Corts
- 1314-1319 Ramon de Cornellà
- 1321-1323 Guillem de Sant Joan de Pla de Corts
- 1324-1348 Ramon de Bianya
- 1348-1355 Francesc Roig
- 1356-1393 Ramon de Vallmanya II
- 1393-1427 Arnau de Vilalba
- 1427-1447 Pere de Montcorb
- 1448-1454 Pere de Calvó
- 1454-1456 Bernat Guillem de Samasó
- 1456-1484 Miquel Isalguer

Abats comendataris
- 1484-1485 Joan d'Aragó i Chiaramonte
- 1485-1496 Joan Miquel de Sant Àngel
- 1401-1505 Joan de Peralta
- 1507-1510 Francesc Fascio Santori
- 1510-1518 Alfons d'Aragó
- 1518-1524 Baldassare Turini
- 1524-1526 Bernat de Sant Climent
- 1527-1528 Enric de Cardona i Enríquez
- 1528-1581 Miquel Agullana